# Џудит Лајт
Џудит Елен Лајт (енгл. Judith Ellen Light; Трентон, 9. фебруар 1949) је америчка глумица. На сцену је дебитовала 1970. године, пре него што је дебитовала на Бродвеју у оживљавању Куће лутака 1975. године. Њена револуционарна улога била је у дневној сапуници Један живот за живот од 1977. до 1983. године, где је играла улогу Карен Волек; за ову улогу освојила је две узастопне Дневне награде Еми за најбољу главну глумицу у драмској серији. Лајт је глумила Анђелу Бауер у дуготрајном ситкому Ко је газда? од 1984. до 1992. године.
Лајт је играла понављајућу улогу Елизабет Донели у правној криминалној драми Закон и ред: Одељење за посебне жртве (2002–2010), а такође је играла Клер Мид у комедији-драми Ружна Бети (2006–2010), за коју је била номинована за Еми награду 2007. Од 2013. до 2014. играла је улогу злобне Џудит Браун Рајланд у драмској серији Далас. Године 2014. почела је да глуми Шели Феферман у хваљеној мрачној хумористичко-драмској серији Транспарент, за коју је добила неколико номинација. Поново је добила номинације за улогу Мерилин Миглин у Атентату Ђанија Версачеа: Америчка крими прича 2018. Године 2019. награђена је звездом на холивудском Булевару славних.

## Младост
Лајт је рођена у јеврејској породици  у Трентону.  Она је ћерка Перл Су (рођена Холандер), модела, и Сиднеја Лихта, рачуновође . Лајт је завршила средњу школу 1966. у Берлингтону. Дипломирала је драму на Универзитету Карнеги Мелон.  Присетила се да је дипломирала са класом од 15 глумаца који су тамо били све четири године. Рекла је да је то био заиста ригорозан програм и хвала Богу на томе јер је то био невероватан програм обуке.  Професионално је дебитовала на сцени у Ричарду III на Калифорнијском Шекспировом фестивалу 1970. године.

## Каријера

### Рани рад и напредак
Лајт је дебитовала на Бродвеју у Кући лутака 1975.  Такође је глумила у бродвејској представи Херцл из 1976. године. Крајем 1970-их, Лајт је прошла кроз праву кризу.  Сломљена, скоро је престала да глуми, јер је осећала да не доприноси позоришту. 
Године 1977, њен агент је телефонирао Лајту да јој одржи аудицију за главну улогу у сапуници Један живот за живот. Не желећи да буде везана за сапуницу или ситком, у почетку је одбила ту идеју, све док јој није речено да ће њена дневна плата бити 350 долара.  На аудицији је схватила да „формат допире до много људи“. Могла је да „направи разлику“ и „заради новац“ у исто време.  Уместо да добије помоћну улогу, поново је добила улогу Карен Волек, улогу коју су раније тумачиле глумице Кетрин Брич и Џулија Дафи. Ова улога је била прилично уносна за Лајт и изнедрила је једну од најзапамћенијих прича серије; Лајтин лик постао је алкохоличарка проститутка након што јој је досадио живот домаћице. На суђењу, Карен је спасила своју пријатељицу Вики Лорд Рајли (Ерика Слезак) да не буде осуђена за убиство Карениног макроа, Марка Дејна (Џералд Ентони), признајући целом граду, укључујући свог верног мужа, др Ларија Волека (Мајкл Сторм), да је била проститутка.
Лајтов приказ Карен донео је серији признање критике и заслужан је за постизање успеха у рејтингу Један живот за живот од касних 1970-их до раних 1980-их.   Лајтин драматични, исповедни наступ у судници домаћице која је постала проститутка на клупи за сведоке сматра се једним од најупечатљивијих тренутака на телевизији.  Године 1980, ово је Лајт донело њену прву дневну награду Еми за најбољу главну глумицу у драмској серији;  сцена у којој је признала кривицу на суду је толико цењена да се и даље користи на часовима глуме. Лајт се присећа: „Била сам уплашена пре тих сцена у судници. Плашила сам се да се толико извучем. Уз агонију да га извлачим део по део и да јој тужилац забије нож у стомак, нисам могао немој да допустиш да све избије из ње."  Лајт је освојила још једну дневну награду Еми 1981. 

### Континуирани успех и филмска експанзија
Након успеха на дневној телевизији, Лајт је добила главну улогу упорне рекламне директорке Анђеле Бауер у ситкому Ко је газда.  Серија је била успешна у гледаности, доследно је рангирана међу првих десет у коначном ударном термину између 1985. и 1989. године, и од тада је наставила да се бави. Заједно са њеним радом у  Ко је газда?, глумила је у неколико телевизијских филмова, укључујући Печат убице (1987) уз Џимија Смитса; и критички хваљена биографска драма Прича о Рајану Вајту (1989), у којој је глумила мајку ХИВ/АИДС тинејџера Рајана Вајта.
Лајт се вратила на телевизију са сталном улогом судије Елизабет Донели у правној криминалистичкој драми Закон и ред: Јединица за посебне жртве 2002.  Појавила се у 25 епизода серије од 2002. до 2010. године. Године 2006, Лајт се придружила глумачкој екипи хумористичко-драмске серије Ружна Бети као Клер Мид, мајка Алексис и Данијела . Била је поновљена гостујућа звезда током прве сезоне, а од друге је промовисана у редовну серију. Лајт се појављивао у емисији до финала серије 2010. године. Била је номинована за Еми награду за најбољу гостујућу глумицу у хумористичној серији 2007. и за награду Удружења филмских глумаца за најбољу глумачку поставу у хумористичној серији 2008. 

### Признање у позоришту и повратак на телевизију
The New York Times је 1999. године о Лајтиној главној представи у бродвејској представи Вит рекао: „То је врста трансформационог дела која би наговестила друге будуће успехе, са Шекспиром, можда, ако би редовна каријера у позоришту била заиста опција ових дана. У сваком случају, то изазива жељу. Госпођо Лајт, немојте више дирати тај бројчаник, бар не неко време."  Ипак, проћи ће још једна деценија пре него што се Лајт врати главној позоришној улози на Бродвеју. Од 2010. до 2011. Лајт се појавила на Бродвеју као духовита алкохоличарка Мари Ломбарди у представи Ломбарди, за коју је била номинована за награду Тони, за најбољу глумицу у главној улози у представи.  Уследила је још једна улога на Бродвеју, као Силда Грауман у филму Други пустињски градови од 2011. до 2012. године, која је Лајту донела њену прву награду Тони за главну глумицу у представи и награду Драма Деск 2012. за најбољу глумицу у представи.  
Лајт се појавила на Бродвеју као Феј у представи Тхе Ассемблед Партиес из 2013. и освојила своју другу награду Тони за главну глумицу у представи за свој наступ.  Исте године придружила се екипи наставка телевизијске серије Далас, у улози Џудит Браун Рајланд, злобне мајке Хариса Рајланда (иако је само три године старија од Мича Пилегија који игра њеног ТВ сина).   Добила је позитивне критике за своју понављајућу улогу у Даласу, а названа је и "крадљивцем сцене" серије. 
Године 2014. глумила је заједно са Џефријем Тамбором у хваљеној мрачној хумористичко-драмској серији Транспарент коју је креирала Џил Соловеј. Она игра Шели Феферман, бившу жену трансродног лика којег тумачи Тамбор.   Пилот епизода је дебитовала 6. фебруара 2014, а касније епизоде су премијерно приказане 26. септембра 2014.  Лајт је добила Телевизијску награду по избору критичара за најбољу споредну глумицу у хумористичној серији и награду Златни глобус за најбољу споредну глумицу – серија, мини серија или телевизијски филм номинације за своју улогу.  
Лајт се појавила уз Патрицију Кларксон у ром-кому из 2014. „Прошли викенд“ и као мајка лика Мелани Лински у комично-драмском филму, Никад нећемо имати Париз, исте године.  
Лајт је добила признање критике за њен портрет Мерилин Миглин у мини серији Атентат на Ђанија Версачеа: Америчка крими прича из 2018. године, која је кулминирала номинацијом за Еми за најбољу споредну глумицу у ограниченој серији или филму.   2019. Лајт је гостовала у серији, Политичар.  Заједно са Бет Мидлер придружила се главној екипи серије за другу сезону, која је премијерно приказана у јуну 2020.  Добила је звезду на холивудској Стази славних 12. септембра 2019. 
Лајт је 2021. играла Розу Стивенс у биографском музичком драмском филму Тик, Тик... Бум! у режији Лин-Мануела Миранде. Касније је глумила у комедији-трилеру Мени.  Такође је глумила у комедији-драми Млада жена са Кирси Клемонс у главној улози. 

## Лични живот
Лајт је удата за телевизијског глумца Роберта Дезидерија од 1985.  Пар живи одвојено: она живи у Њујорку, а он у јужној Калифорнији. Има кућу на Беверли Хилсу у Калифорнији и кућу у Аспену у Колораду. Она је Јеврејка и себе сматра религиозном, а да није везана за институционалну религију.  Вежбала је Кундалини јогу 20 година. 